# بشام
بشام (به انگلیسی: Besham) یک منطقهٔ مسکونی است واقع شده‌است. بشام ۶۱۳ متر بالاتر از سطح دریا واقع شده‌است.